# Корнвил (Аризона)
Корнвил (енгл. Cornville) насељено је место без административног статуса у америчкој савезној држави Аризона.

## Демографија
По попису из 2010. године број становника је 3.280, што је 55 (-1,6%) становника мање него 2000. године.
| Група             | 2000.         | 2010.         |
| Белци             | 2.924 (87,7%) | 2.780 (84,8%) |
| Афроамериканци    | 13 (0,4%)     | 14 (0,4%)     |
| Азијати           | 20 (0,6%)     | 7 (0,2%)      |
| Хиспаноамериканци | 304 (9,1%)    | 390 (11,9%)   |
| Укупно            | 3.335         | 3.280         |